# TVR (Irland)
TVR war ein Montagewerk für Kraftfahrzeuge und damit Teil der Automobilindustrie in Irland.

## Unternehmensgeschichte
Das Unternehmen hatte seinen Sitz an der Marlborough Lane gegenüber der Marlborough Road in Donnybrook, einem Stadtteil von Dublin. Jim Fitzgerald und Joe Armonici leiteten es. Von 1969 bis 1970 montierten sie Automobile. Die Teile kamen von TVR aus dem Vereinigten Königreich.

## Fahrzeuge
Das Unternehmen stellte Sportwagen her. Das war ungewöhnlich für irische Montagewerke, die in den meisten Fällen Limousinen montierten.

## Produktionszahlen
Die Produktionszahl blieb sehr gering. Eine Quelle meint, dass es wohl vier Fahrzeuge waren.